# Diaspidiotus cryptoxanthus
Diaspidiotus cryptoxanthus är en insektsart som först beskrevs av Cockerell 1900.  Diaspidiotus cryptoxanthus ingår i släktet Diaspidiotus och familjen pansarsköldlöss. Inga underarter finns listade i Catalogue of Life.